# Пульпа зуба
Пу́льпа (лат. pulpis dentis) — м'яка пухка тканина, що складається із клітин і волокнистих структур, яка заповнює порожнину зуба (лат. cavitas dentis).

## Будова
Пульпа зуба складається з пухкої сполучної тканини з великою кількістю кровоносних і лімфатичних судин, нервів.
За клітинним складом пульпу розділяють на чотири шари:
- периферичний шар;
- шар, бідний на клітини (так званий вейлевський);
- шар скупчених клітин;
- центральний шар.

На периферії пульпи знаходяться кілька шарів одонтобластів, відростки яких проникають у дентинні канальці крізь усю товщу дентину, здійснюючи трофічну функцію. До складу відростків одонтобластів входять нервові закінчення, що забезпечують больові відчуття при механічному, фізичному й хімічному пошкодженні дентину.
За шаром одонтобластів розташований шар, що складається головно з преколагенових волокон з незначною кількістю клітин. У молодих зубів цей шар зустрічається вкрай рідко.
Шар скупчених клітин і центральний шар містять численні клітини, головними з яких є фібробласти, гістиоцити й адвентиціальні клітини.
Кровообіг і інервація пульпи здійснюються завдяки зубним артеріолам і венулам, нервовим відгалуженням відповідних артерій і нервів щелеп. Проникаючи в зубну порожнину через апікальний отвір каналу кореня зуба, судинно-нервовий пучок розгалужується на дрібнішу мережу капілярів і нервів.

## Функції
Пульпа сприяє стимуляції регенеративних процесів, які проявляються в утворенні замісного дентину при каріозному процесі. Крім того, пульпа є біологічним бар'єром, що перешкоджає проникненню мікроорганізмів з каріозної порожнини через канал кореня за межі зуба в періодонт.
Нервові утвори пульпи здійснюють регуляцію харчування зуба, а також сприйняття зубом різних подразнень, у тому числі й больових. Вузький апікальний отвір, щільність судин і нервових волокон сприяє швидкому збільшенню запального набряку при гострому пульпіті й здавлюванню набряком нервових закінчень, що спричиняє сильний біль.